# Volkswagen ID.3
El Volkswagen ID.3 es un automóvil eléctrico del segmento C producido por el fabricante alemán Volkswagen desde 2019. Se mostró por primera vez como concepto I.D. en el Salón del Automóvil de París en septiembre de 2016. Las primeras entregas comenzaron en Alemania en septiembre de 2020. En 2020 se entregaron casi 57 000 unidades.
Tiene capacidad para cinco plazas. Está equipado con uno o dos motores eléctricos y puede contar con tracción en las cuatro ruedas. Dispone de cargador rápido con sistema de Carga Combinado.
Como parte de la familia ID de Volkswagen usa la plataforma MEB y utiliza un sistema de nomenclatura sencillo.
Su presentación oficial tuvo lugar en el Salón del Automóvil de Fráncfort durante los días 12 al 22 de septiembre de 2019.
El ID.3 se ensambla en la fábrica de Volkswagen en Zwickau donde la marca espera producir 330 000 automóviles eléctricos por año.

## Concepto

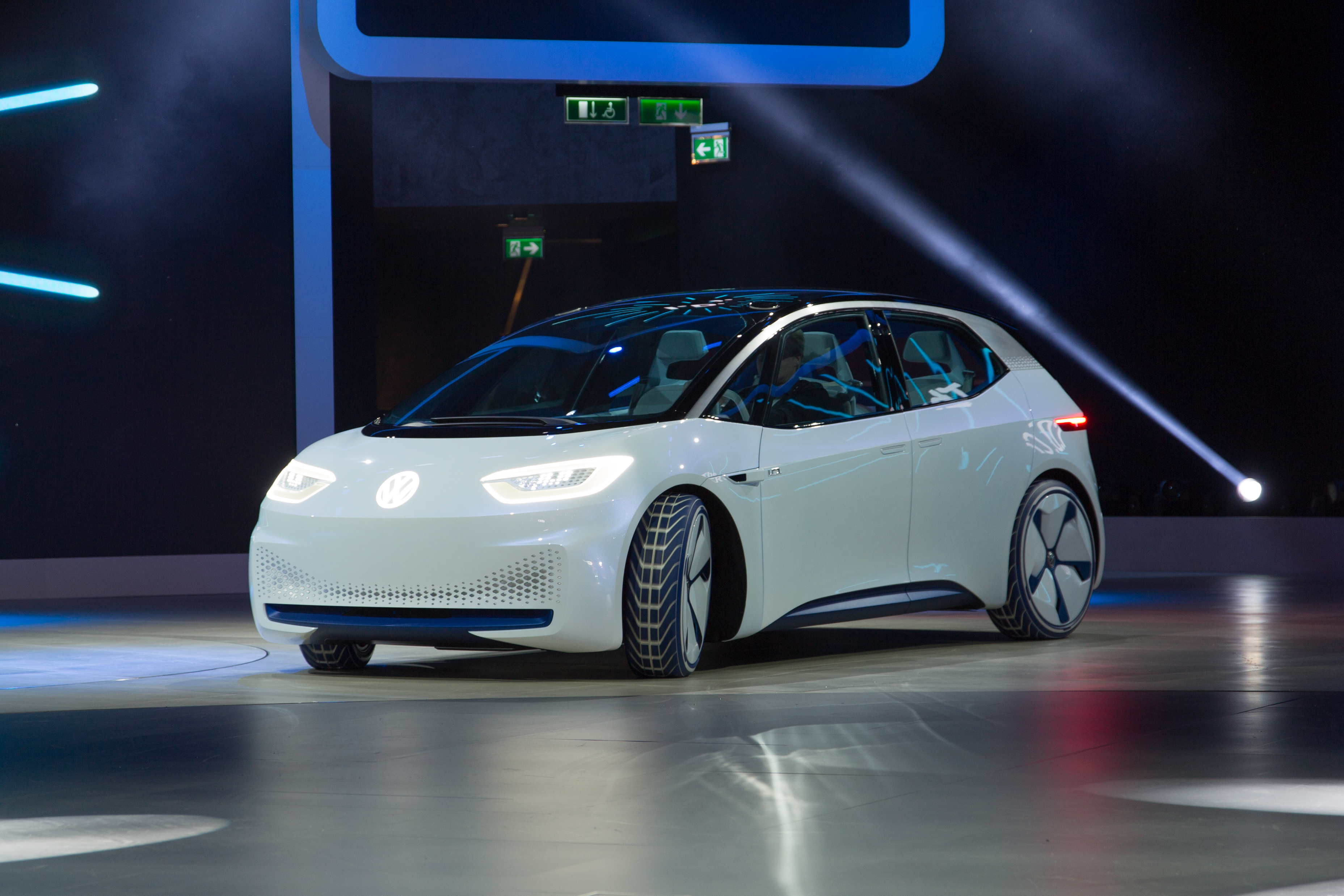
Concepto en el Salón del Automóvil de Fráncfort de 2017

El concepto está basado en la plataforma MEB del Grupo Volkswagen y parte de la serie I.D. del grupo. Primero se mostró como prototipo en el Salón del Automóvil de París de 2016. Fue el primer modelo concepto de la nueva submarca completamente eléctrica I.D. Presentó innovaciones como espejos laterales virtuales, usando cámaras de video, diseño de batería con forma de pastilla de chocolate y sensores LiDAR retractables usados como vehículo autónomo. No todas las versiones llegaron a la versión de producción.
En mayo de 2019 Volkswagen confirmó que el modelo de producción basado en este prototipo se llamaría Volkswagen ID.3, que se presentaría en el Salón del Automóvil de Fráncfort de septiembre de 2019 y se lanzaría en 2020. Sería uno de cinco nuevos modelos de Volkswagen basados en la plataforma MEB.

## Versión de producción

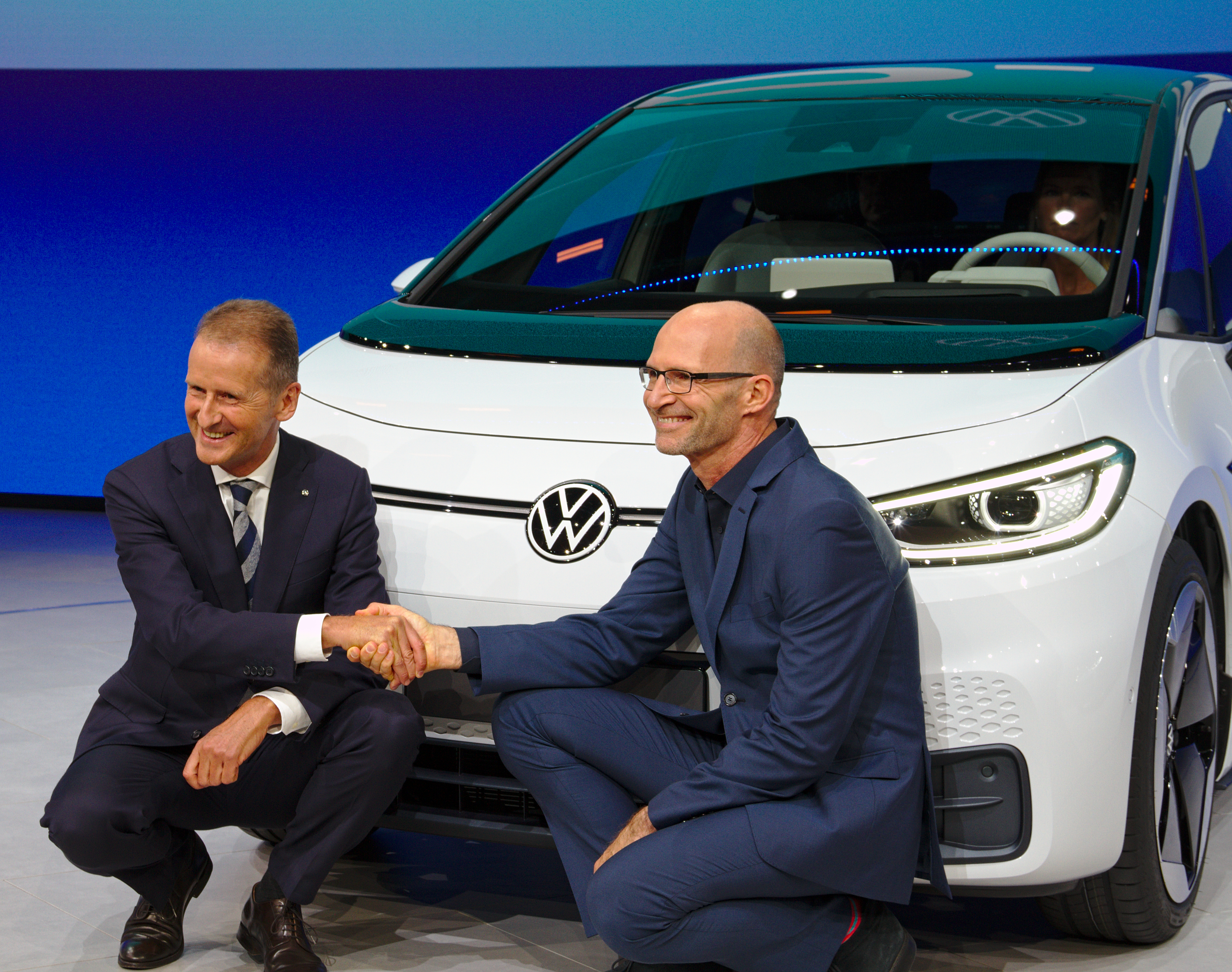
Presentación en el Salón del Automóvil de Fráncfort de 2019 por parte de Herbert Diess y Klaus Bischoff.

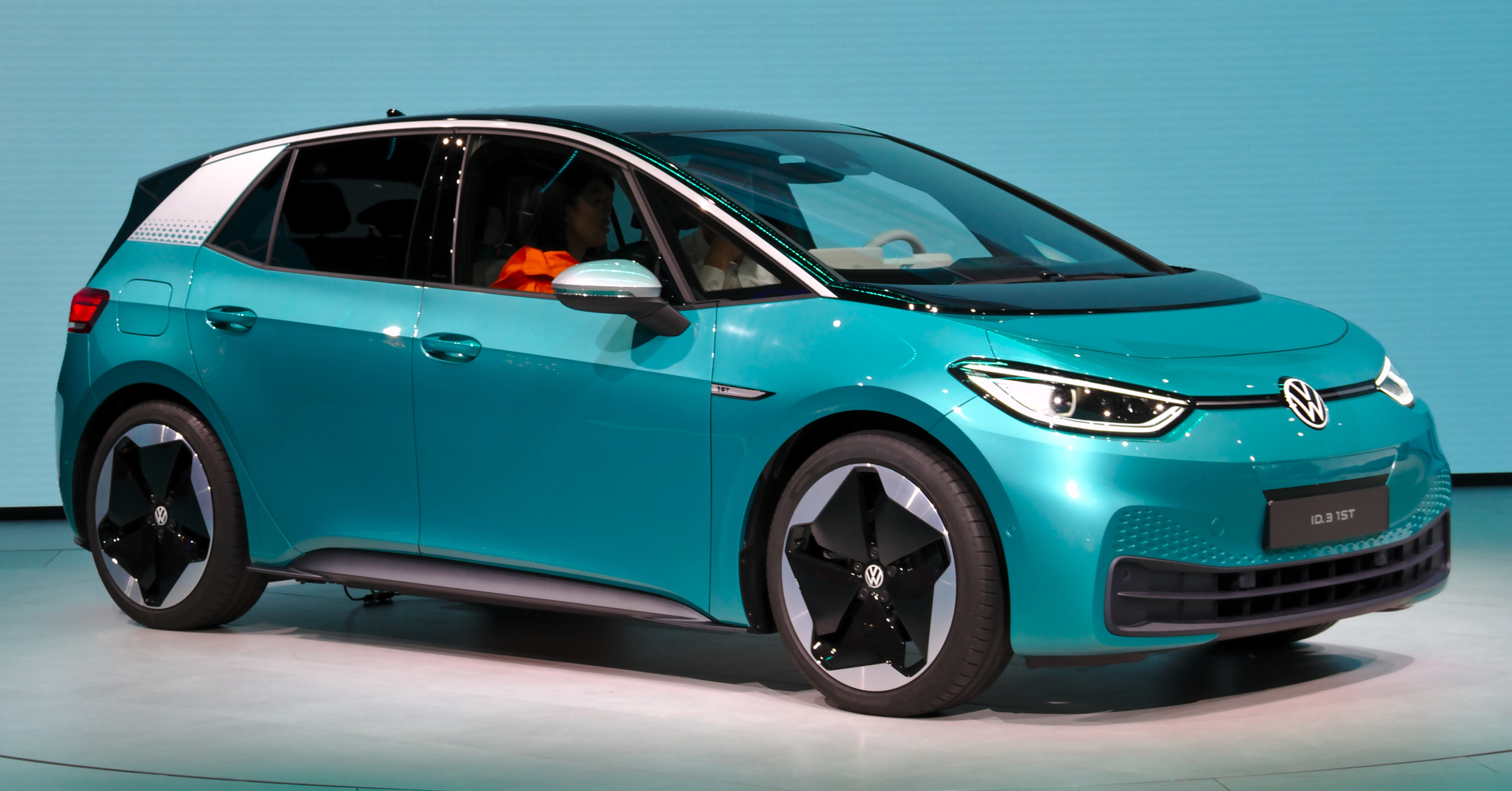
En el Salón del Automóvil de Fráncfort de 2019

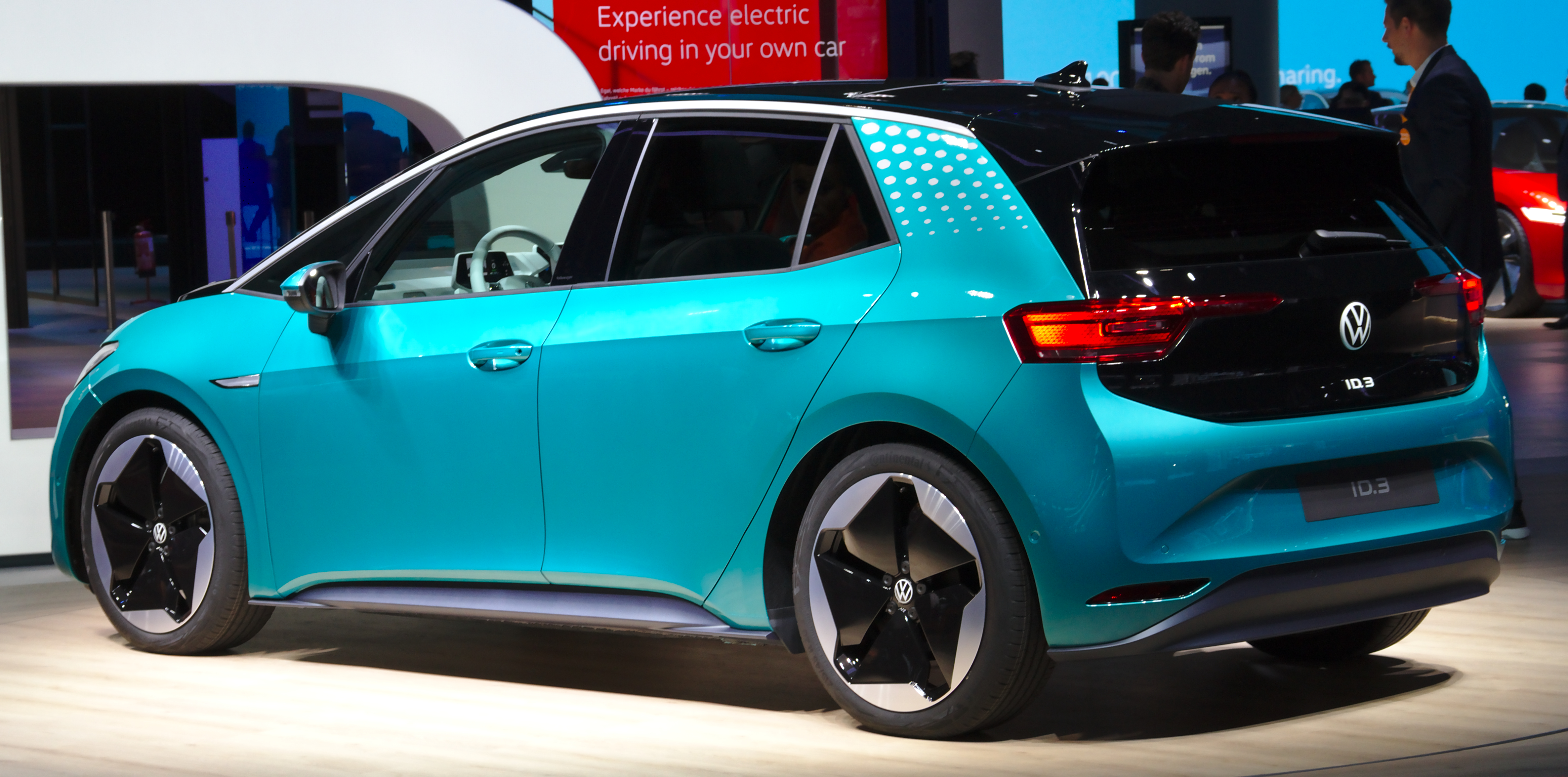
Vista trasera

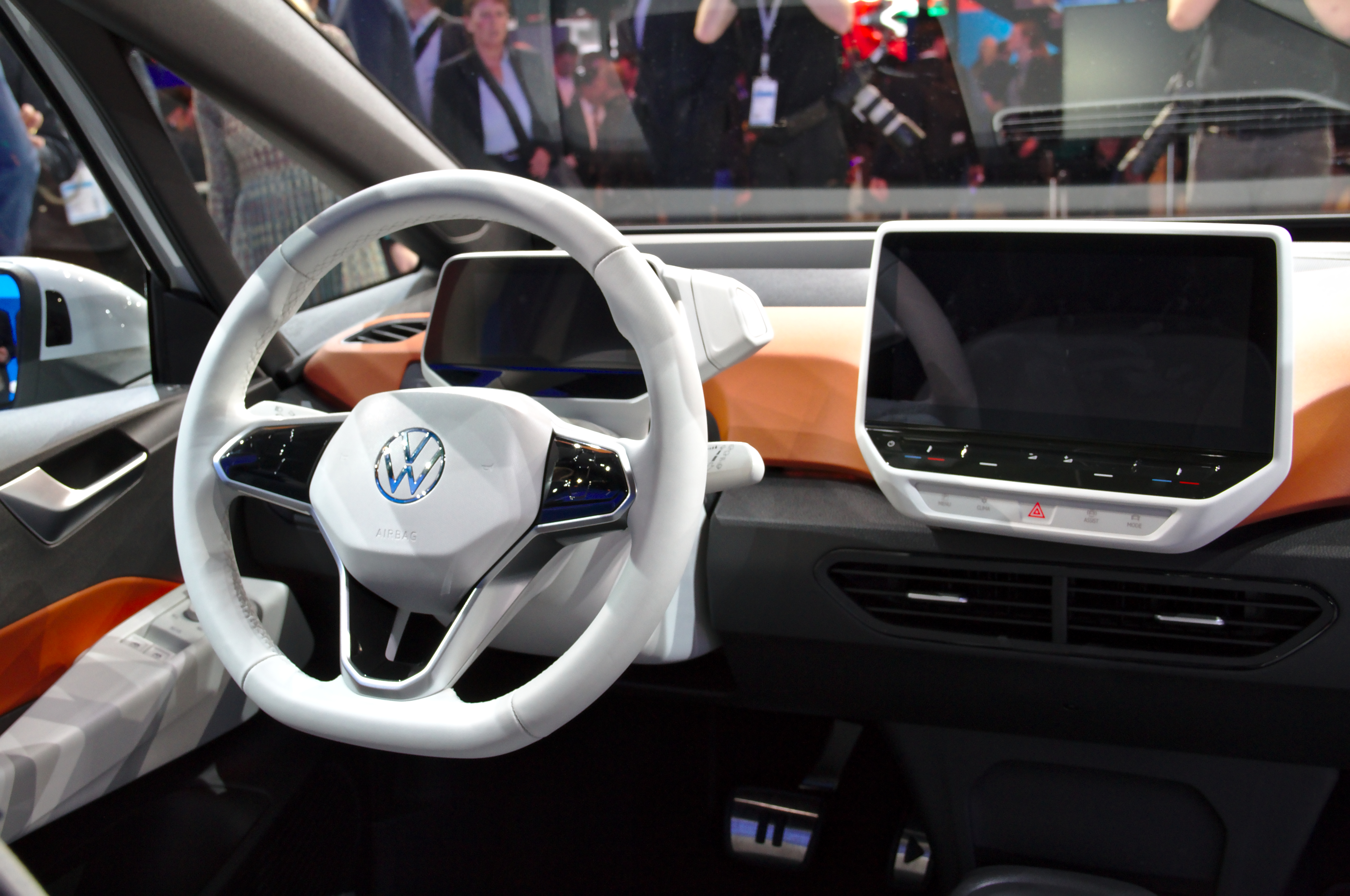
Interior.

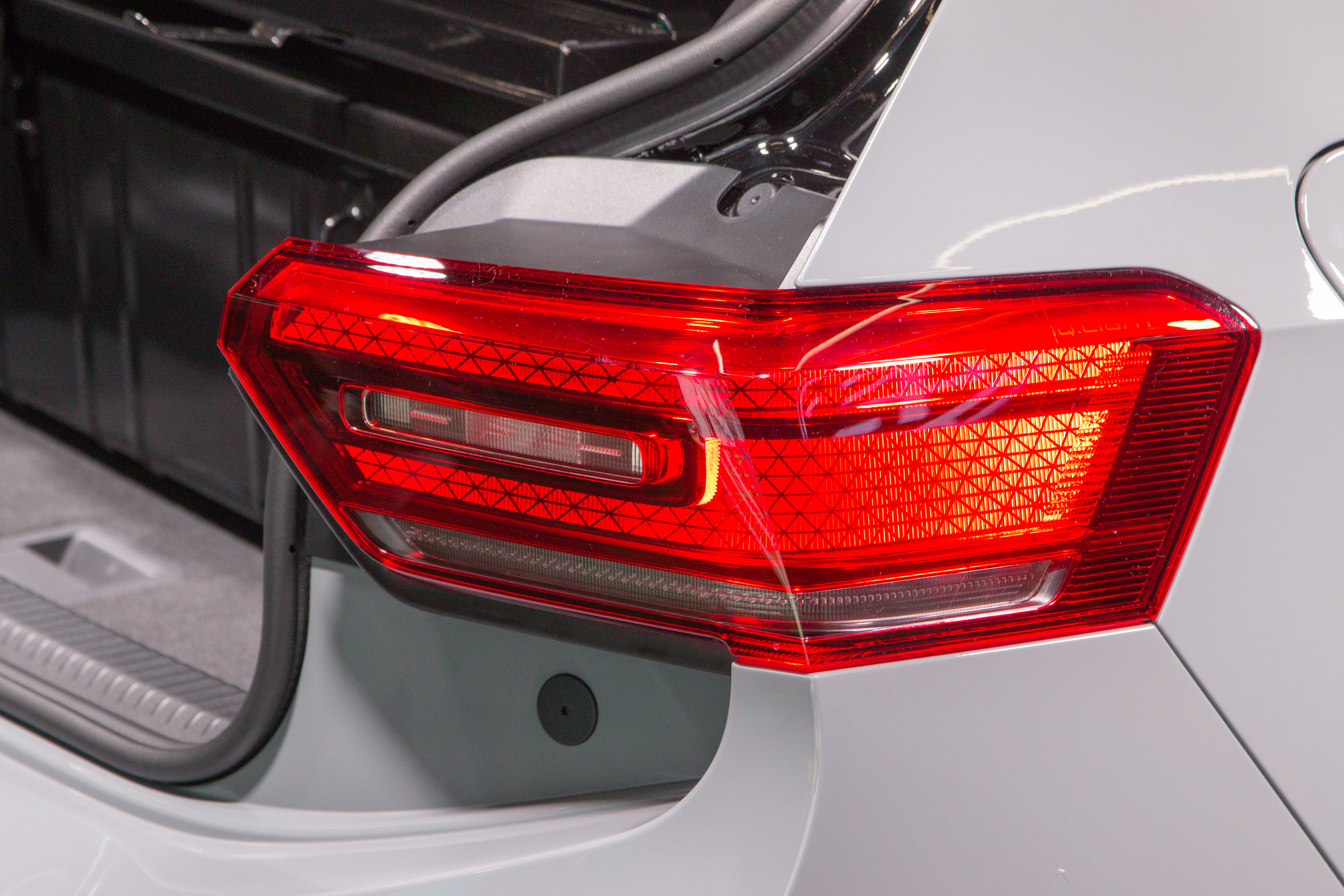
Detalle de la calavera derecha.

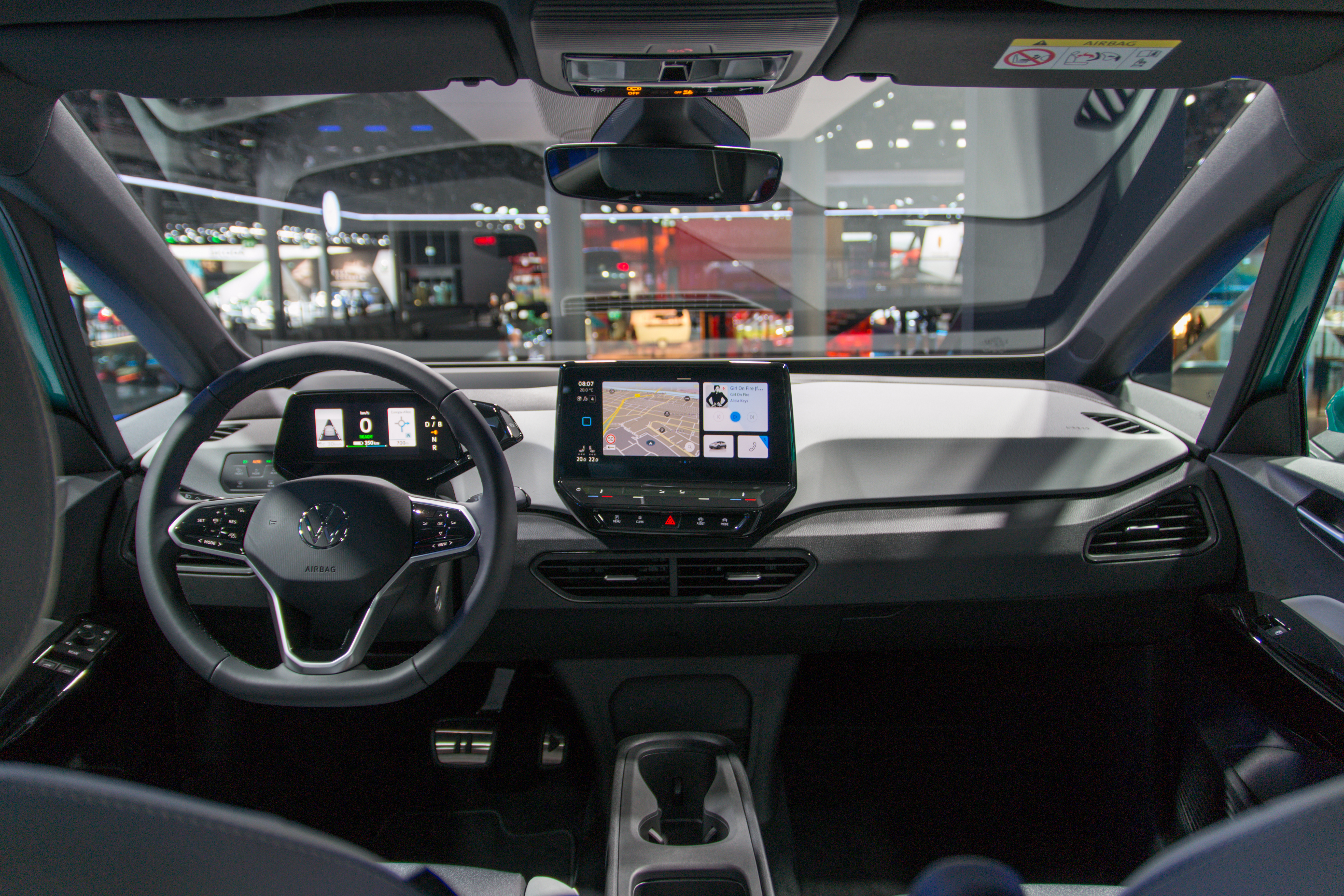
Interior.

El Volkswagen ID.3 2020 es un automóvil compacto con el que el fabricante arranca su nueva era de vehículos eléctricos y con el que piensa llegar a un público masivo. Mide 4.26 metros de largo, 1.81 metros de ancho y 1.55 metros de alto. Su distancia entre ejes se ubica en los 2.76 metros.
Volkswagen afirma que las baterías pueden recargarse hasta en un 80% en 30 minutos.
De serie incorpora iluminación led y ruedas de aleación, cuyo diámetro, dependiendo de la versión, puede ser de 18 a 20 pulgadas (45,7 a 50,8 cm). Destaca el hecho de que todos los controles son operados vía paneles táctiles, incluso los del volante, dejando solo los botones tradicionales para los elevalunas y las luces intermitentes.
De serie incluye un sistema de navegación con pantalla táctil central de 10 pulgadas (25,4 cm) que puede ser actualizado.
Tiene un coeficiente de arrastre de 0.267 y un área frontal de 2,36 m (92,9 pulgadas).
El motor eléctrico, la transmisión de una sola velocidad y la electrónica de potencia forman una unidad compacta en el eje trasero. El suelo del vehículo es plano y no tiene túnel de transmisión en el centro. La batería está alojada en el suelo por lo que le proporciona un centro de gravedad muy bajo.
Opcionalmente puede equipar un sistema de realidad aumentada visualización head-up (HUD) que proyecta información relevante sobre el parabrisas.
Tiene un radio de giro de 10,2 m (401,6 pulgadas). La firma afirma que este es el primer modelo fabricado con un balance de carbono neutro. Se hace uso de electricidad renovable, tanto para la producción de las baterías como en los talleres de carrocería, pintura y montaje.

### Nombre
ID hace referencia a Diseño Inteligente (Intelligent Design) y a Identidad. ID simboliza una nueva serie o familia de vehículos.

### Prereserva
El 8 de mayo de 2019 VW comenzó una acción de reserva llamada "Pre-Booking" para el modelo especial ID.3 1st limitado a 30 000 ejemplares a nivel mundial, para el cual se pedía la cantidad de 1000 € reembolsables. Este modelo tenía un equipamiento mejorado y llevaba una batería de 58 kWh (209 MJ) con una autonomía de hasta 420 km (261 millas), según el ciclo WLTP.

### Tren motriz
Su motorización es de forma estándar a través de una tracción trasera con un motor eléctrico síncrono de imanes permanentes, cuya potencia máxima es de 109 kW (148 CV; 146 HP) y un par máximo de 310 N·m (229 lb·pie). La velocidad máxima homologada es de 160 km/h (99 mph).
Las versiones superiores incorporan otro motor eléctrico en el eje delantero para conseguir la tracción integral.

### Sistema de frenado
El vehículo viene de serie con frenos de disco ventilados en el eje delantero y de tambor en el eje trasero.
Cuando el motor eléctrico no recibe electricidad de la batería puede funcionar como freno regenerativo y convertir la energía cinética en eléctrica, que se puede inyectar en la batería.
Con el uso normal la frenada la realiza el freno regenerativo por lo que apenas se desgastan las pastillas, zapatas, frenos de disco y de tambor.

#### Batería y autonomía
La batería de iones de litio está alojada en el suelo por lo que le proporciona un centro de gravedad muy bajo.
Volkswagen ofrece una garantía de ocho años o 160 000 km (99 420 millas) para las baterías.
| Batería | Denominación | Capacidad       | Capacidad       | Autonomía                 | Autonomía                       | Consumo calculado                   |
| Batería | Denominación | bruta           | neta            | WLTP                      | estimado práctico               | Consumo calculado                   |
| ------- | ------------ | --------------- | --------------- | ------------------------- | ------------------------------- | ----------------------------------- |
| pequeña | Pure         | 48 kWh (173 MJ) | 45 kWh (162 MJ) | hasta 330 km (205 millas) | 230 a 330 km (143 a 205 millas) | 19,6 a 13,6 kWh (71 a 49 MJ)/100 km |
| mediana | Pro          | 62 kWh (223 MJ) | 58 kWh (209 MJ) | hasta 420 km (261 millas) | 300 a 420 km (186 a 261 millas) | 19,3 a 13,8 kWh (69 a 50 MJ)/100 km |
| grande  | ProS         | 82 kWh (295 MJ) | 77 kWh (277 MJ) | hasta 550 km (342 millas) | 390 a 550 km (242 a 342 millas) | 19,7 a 14 kWh (71 a 50 MJ)/100 km   |

Una comparación de las capacidades de la batería brutas con las netas muestra que apenas el 94% de la capacidad combinada está disponible para su uso, mientras que un 6% permanece reservado para el sistema de gestión de baterías.
Las distintas variantes se diferencian en la cantidad de módulos de batería. La batería se puede enfriar y calentar activamente por medio de un sistema circulatorio de agua-etilenglicol.

### Carga
Las versiones de 62 a 82 kWh (223 a 295 MJ) pueden ser cargadas a través de un cargador de a bordo con hasta 11 kW (15,0 CV) (3 × 230 V, 16 A trifásico) en una conexión trifásica.
Para la versión de 48 kWh (173 MJ) es posible utilizar 7,2 kW (9,8 CV) (16 A bifásico).
Todas las versiones se pueden cargar en una toma de corriente doméstica Schuko de 3 kW (4,1 CV).
La potencia de carga máxima de un cargador rápido CCS (DC) es de 100 kW (136 CV; 134 HP) para las versiones con baterías de 62 a 82 kWh (223 a 295 MJ). La versión con la batería de 48 kWh (173 MJ) puede cargar de serie hasta 50 kW (68,0 CV) y, opcionalmente, hasta 100 kW (136 CV; 134 HP).

### Retrasos
En septiembre de 2019 Volkswagen produjo 400 unidades de preserie y anunció el inicio de la producción para noviembre de 2019 y las primeras entregas para el verano de 2020.
En diciembre de 2019 la revista Manager Magazine informó que Volkswagen tenía problemas de software masivos en el ID.3, que durante meses se había fabricado con una arquitectura de software incompleta y podría afectar hasta 20 000 unidades. Estas unidades requerían una actualización de software manual. Durante meses miles de ID.3 estuvieron aparcados en campas alquiladas mientras los equipos técnicos realizaban las actualizaciones manuales. A partir de mayo de 2020 las actualizaciones se podrían hacer de forma remota.
En junio de 2020 Volkswagen anunció un segundo retraso en la entrega del ID.3, que se retrasaría a septiembre de 2020 con las versiones sin conexión a la nube. Volkswagen tenía problemas de software para establecer conexiones robustas y seguras entre el vehículo y la nube.
En junio de 2020 Volkswagen sugirió que sus estructuras digitales dependían demasiado en terceras empresas y poco en un equipo interno unificado. Volkswagen esperaba tener 5000 empleados en su equipo de software interno para finales de 2020. Para 2025 proyectaba subir al 60% su participación en el software de sus coches. El equipo de software de Volkswagen será el mismo para todas las marcas del grupo como Audi, Porsche, Seat, Skoda, etc. El software será de código abierto y basado en GNU/Linux.